# Nephargynnis dayak
Nephargynnis dayak är en fjärilsart som beskrevs av Hayashi 1972. Nephargynnis dayak ingår i släktet Nephargynnis och familjen praktfjärilar. Inga underarter finns listade i Catalogue of Life.